# Михайловская (Краснодарский край)
Миха́йловская — станица в Курганинском районе Краснодарского края. Административный центр Михайловского сельского поселения.

## География
Станица расположена в степной зоне, на реках Чамлык и Синюха в 10 км к северу от Курганинска, в 40 км к западу от Армавира и в 125 км к востоку от Краснодара.
Основные автодороги: Курганинск — Усть-Лабинск и Курганинск — Отрадо-Кубанское.

## Население
| 1939 | 1959  | 1979  | 2002  | 2010  | 2021  |
| ---- | ----- | ----- | ----- | ----- | ----- |
| 8995 | ↗9479 | ↘7369 | ↗7947 | ↗8245 | ↗8286 |

Национальный состав: русские — 93,2 %.

## История
Станица основана в 1845 году. Названа в честь великого князя Михаила Николаевича, или в честь праздника Архангела Михаила.
Входила в Лабинский отдел Кубанской области.

## Известные уроженцы
- Бабиев, Гавриил Фёдорович (1860—1921) — генерал-лейтенант, участник Первой мировой и Гражданской войны в рядах Белой армии.
- Бабиев, Николай Гаврилович (1887—1920) — российский военачальник, генерал-лейтенант.
- Лазаренко, Иван Сидорович (1895—1944) — Герой Советского Союза, полный георгиевский кавалер.
- Никитенко, Дарья Павловна (1912—?) — Герой Социалистического Труда
- Сотников, Алексей Георгиевич (1904—1989) — советский скульптор-анималист.
- Сафонов, Илья Моисеевич (1909—1967) — Герой Советского Союза, родовой казак.
- Ермолов Иван Андреевич (1913—1942) — родовой казак, погиб в Великую Отечественную войну.
- Замятин, Леонид Митрофанович (род. 1922) — советский государственный деятель, родовой казак.
- Харитонов, Евгений Михайлович (род. 1946) — российский государственный деятель, родовой казак.